# Poreč (Kutjevo)
Poreč  (njemački:Poretsch) je naselje u Požeško-slavonskoj županiji, u sastavu grada Kutjeva.

## Povijest
Do Drugoga svjetskoga rata Poreč je bio naseljen Nijemcima koji su iseljeni a u njihove kuće doseljeni Srbi. Prema popisu stanovništva iz 1910. godine Poreč je imao 452 stanovnika od čega 428 Nijemaca.

## Zemljopis
Smješten je 25 km istočno od Požege, 12 južno od Kutjeva, susjedna sela su Kula na sjeveru i Nova Lipovica na jugu koja je do 1991. godine bila dio Poreča.

## Stanovništvo
Prema popisu stanovništva iz 2011. godine Poreč je imao 119 stanovnika.
| broj stanovnika | 238   | 227   | 283   | 306   | 383   | 452   | 464   | 464   | 320   | 353   | 367   | 350   | 304   | 250   | 176   | 119   | 72    |
|                 | 1857. | 1869. | 1880. | 1890. | 1900. | 1910. | 1921. | 1931. | 1948. | 1953. | 1961. | 1971. | 1981. | 1991. | 2001. | 2011. | 2021. |